# Kim Ga-young
Kim Ga-young (金佳映, 13 de enero de 1983) es una jugadora de billar surcoreana de Seúl. Por recomendación de su padre, que dirige una sala de billar, practicó el billar a tres bandas desde el cuarto grado de la escuela primaria, y comenzó a practicar billar francés en el segundo grado de la escuela secundaria. Después de graduarse de la escuela secundaria en 2001, se mudó a Taiwán, luego comenzó a competir profesionalmente desde 2003 jugando bola 9. En 2009 y 2011, ocupó el primer lugar en el ranking de la Women's Professional Billiard Association (WPBA). Ella ganó la medalla de plata en los Juegos Asiáticos 2006 y 2010.
Como jugaba al billar con sus propias habilidades, se ganó el sobrenombre de «Pequeña bruja» (en chino:小魔女) en Taiwán. Se graduó de Literature Information High School de Incheon en 2001, e ingresó al Departamento de Deportes de Ocio, Universidad Nacional del Deporte de Corea en 2011.